# UFC Fight Night: Volkov vs. Aspinall
 UFC Fight Night: Volkov vs. Aspinall (conosciuto anche come UFC Fight Night 204, oppure UFC on ESPN+ 62)  è stato un evento di arti marziali miste tenuto dalla Ultimate Fighting Championship il 19 marzo 2022 alla O2 Arena di Londra, in Inghilterra.

## Risultati
|                  | Divisione             |                  |                 |                     | Metodo                                      | Round           | Tempo           | Premio          |
| Card Principale  | Card Principale       | Card Principale  | Card Principale | Card Principale     | Card Principale                             | Card Principale | Card Principale | Card Principale |
| ---------------- | --------------------- | ---------------- | --------------- | ------------------- | ------------------------------------------- | --------------- | --------------- | --------------- |
|                  | Pesi massimi          | Tom Aspinall     | batte           | Aleksandr Volkov    | Sottomissione (straight armbar)             | 1               | 3:45            | POTN            |
|                  | Pesi piuma            | Arnold Allen     | batte           | Dan Hooker          | KO tecnico (pugni e gomitate)               | 1               | 2:33            | POTN            |
|                  | Pesi leggeri          | Paddy Pimblett   | batte           | Rodrigo Vargas      | Sottomissione (rear-naked choke)            | 1               | 3:50            | POTN            |
|                  | Pesi welter           | Gunnar Nelson    | batte           | Takashi Sato        | Decisione unanime (30–26, 30–26, 30–26)     | 3               | 5:00            |                 |
|                  | Pesi mosca femminili  | Molly McCann     | batte           | Luana Carolina      | KO (gomitata girata)                        | 3               | 1:52            | POTN            |
|                  | Pesi leggeri          | Ilia Topuria     | batte           | Jai Herbert         | KO (pugni)                                  | 2               | 1:07            | POTN            |
| Card Preliminare |                       |                  |                 |                     |                                             |                 |                 |                 |
|                  | Pesi piuma            | Makwan Amirkhani | batte           | Mike Grundy         | Sottomissione tecnica (anaconda choke)      | 1               | 0:57            | POTN            |
|                  | Pesi massimi          | Sergei Pavlovich | batte           | Shamil Abdurakhimov | KO tecnico (pugni)                          | 1               | 4:03            | POTN            |
|                  | Pesi mediomassimi     | Paul Craig       | batte           | Nikita Krylov       | Sottomissione (triangle choke)              | 3               | 5:00            | POTN            |
|                  | Pesi gallo            | Jack Shore       | batte           | Timur Valiev        | Decisione unanime (29–28, 29-28, 29–27)     | 3               | 5:00            |                 |
|                  | Pesi paglia femminili | Elise Reed       | batte           | Cory McKenna        | Decisione non unanime (27–30, 29–28, 29–28) | 3               | 5:00            |                 |
|                  | Pesi mosca            | Muhammad Mokaev  | batte           | Cody Durden         | Sottomissione (guillotine choke)            | 1               | 0:58            | POTN            |

## Premi
I lottatori premiati ricevettero un bonus di 50.000 dollari.
Legenda:
- FOTN: Fight of the Night (vengono premiati entrambi gli atleti per il miglior incontro dell'evento)
- POTN: Performance of the Night (viene premiato il vincitore per la migliore performance dell'evento)